# Stenopogon obliteratus
Stenopogon obliteratus är en tvåvingeart som beskrevs av Richter 1963. Stenopogon obliteratus ingår i släktet Stenopogon och familjen rovflugor. Inga underarter finns listade i Catalogue of Life.